# Gastón Zúñiga (jinete)
Gastón Zúñiga es un jinete chileno que compitió en la modalidad de salto ecuestre. Ganó dos medallas de bronce en los Juegos Panamericanos, en los años 1959 y 1963.

## Palmarés internacional
| Juegos Panamericanos | Juegos Panamericanos     | Juegos Panamericanos | Juegos Panamericanos |
| Año                  | Lugar                    | Medalla              | Categoría            |
| -------------------- | ------------------------ | -------------------- | -------------------- |
| 1959                 | Chicago (Estados Unidos) | Medalla de bronce    | Por equipos          |
| 1963                 | São Paulo (Brasil)       | Medalla de bronce    | Por equipos          |